# 오카노 마사유키
오카노 마사유키(일본어: 岡野 雅行, 1972년 7월 25일 ~ )는 일본의 은퇴한 축구 선수로 현역 시절 포지션은 공격수 겸 미드필더였다.

## 선수 시절

### 클럽
니혼 대학 졸업 후 1994년 우라와 레즈에 입단하여 2001 시즌 초반까지 공식전 250경기 43골을 기록하며 J1리그 1996 베스트 11과 J1리그 페어플레이상을 수상했다. 
이후 2001 시즌 초반 비셀 고베로 이적하여 2003년까지 74경기 5골을 기록한 뒤 2004년 친정팀인 우라와 레즈로 복귀하여 2008 시즌 초반까지 공식전 98경기 4골을 기록하며 천황배 2회 우승, 2004 시즌 J리그컵 준우승, J리그 디비전 1 2006 우승, J1리그 준우승 3회, 2007년 AFC 챔피언스리그 우승의 대업을 달성했다. 
그리고 2009년에는 홍콩 퍼스트 디비전 리그 소속팀인 홍콩 페가수스로 이적하여 14경기에서 1골을 기록한 뒤 이후 다시 일본으로 유턴하여 가이나레 돗토리의 유니폼으로 갈아입으며 2013 시즌까지 공식전 69경기 1골을 기록하며 돗토리의 2010년 일본 풋볼 리그 우승을 이끌었다.

### 국가대표팀
1995년 킹 파흐드컵 출전 명단에 포함되었지만 단 1경기도 출전하지 못했고 같은 해 9월 20일 파라과이와의 친선 경기에서 국제 A매치 첫 경기를 치렀고 1996년 AFC 아시안컵에 출전하기도 했다.
이후 1998년 FIFA 월드컵 아시아 지역 최종 예선 B조 2위로 플레이오프에 진출하여 최종 예선 A조 2위인 이란과의 플레이오프에서 2-2로 팽팽히 맞서던 연장 후반 13분 골든골을 터뜨리며 일본 축구 역사상 첫 월드컵 본선 진출 티켓을 선물했다. 
그리고 크로아티아와의 1998년 FIFA 월드컵 H조 조별리그 2차전에 출전하여 29분 정도 소화한 뒤 이듬해인 1999년 코파 아메리카에도 출전했으며 A매치 통산 25경기에서 2골을 기록했다.

## 통계
| 일본 | 일본 | 일본 |
| 연도 | 출전 | 득점 |
| ---- | ---- | ---- |
| 1995 | 3    | 0    |
| 1996 | 11   | 1    |
| 1997 | 5    | 1    |
| 1998 | 5    | 0    |
| 1999 | 1    | 0    |
| 통산 | 25   | 2    |